# Mari (Volk)

Siedlungsgebiet der Mari (historisch)

Die Mari (historisch: Tscheremissen) sind ein Volk in Russland, u. a. in der Republik Mari El. Sie gehören zu den Wolga-Finnen.

## Verbreitung

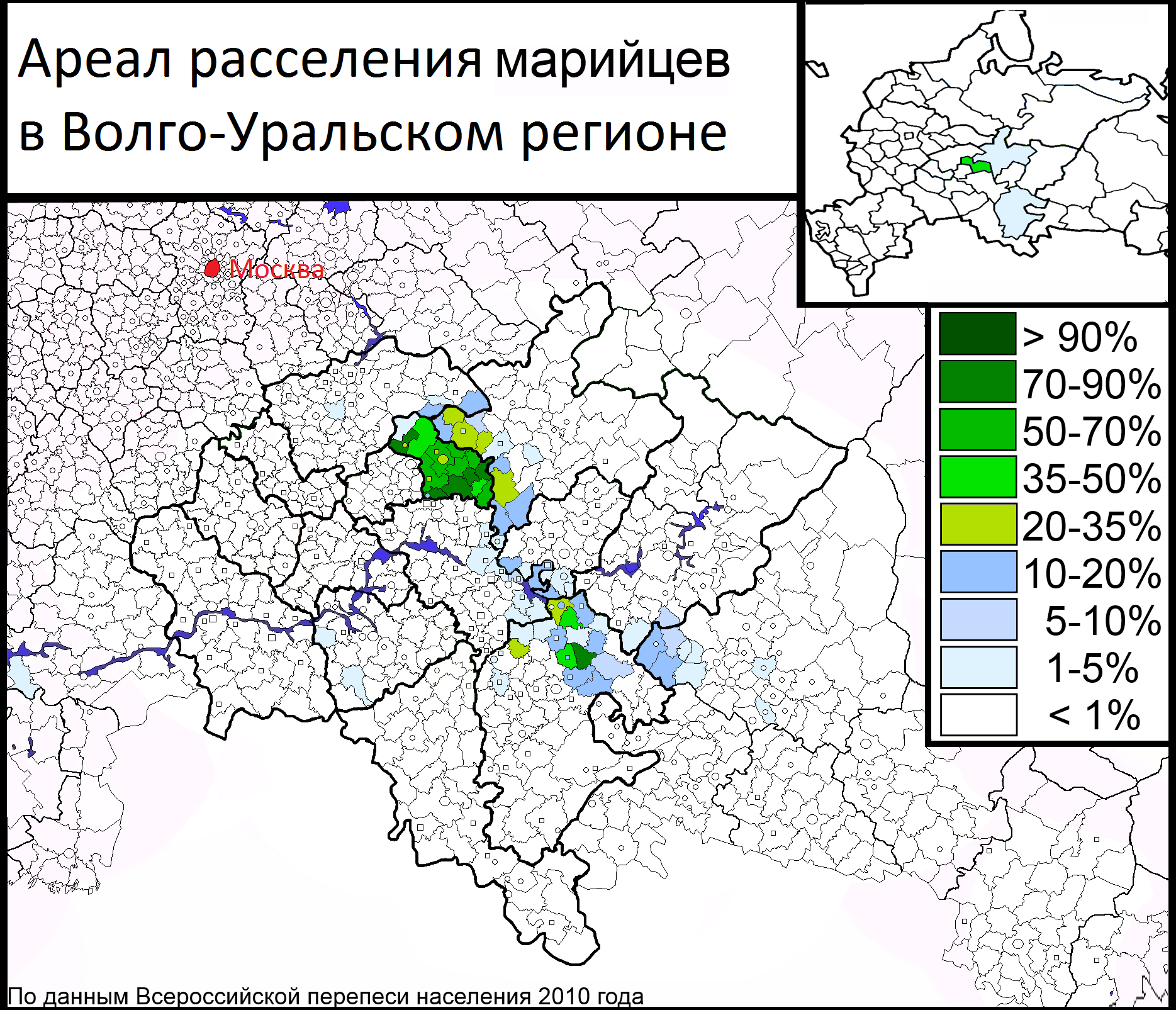
Gebiete mit hohem Bevölkerungsanteil der Mari in Russland nach der Volkszählung 2010

In der Republik Mari El lebt etwa die Hälfte der 640.000 Angehörigen. Die übrigen Mari leben verstreut in vielen Gebieten und Republiken des Wolga-Ural-Gebiets. Auch ihre Sprache wird Mari genannt. Dazu gibt es zwei Schriftsprachen, die beide Amtssprachen von Mari El sind. Man unterscheidet die so genannten „Berg-Mari“, die am hohen südlichen Wolgaufer wohnen, die „Wald-Mari“ des Westens, die größere Gruppe der „Wiesen-Mari“ am nördlichen flachen Wolgaufer und die „Ost-Mari“, von denen viele in Baschkortostan wohnen.

## Geschichte
Eine erste Erwähnung fanden die Mari im 6. Jahrhundert bei Jordanes als sremniscans, eine Bezeichnung, die der wolgabulgarischen Bezeichnung çеремçин (in der wörtlichen Übersetzung „Steppenbewohner“, daraus „Tscheremissen“) entlehnt ist.
Die Vorfahren der Mari waren ab dem 8. Jahrhundert von den Reichen der Chasaren und Wolgabulgaren abhängig. Vom 13. bis ins 15. Jahrhundert gehörten sie zum Reich der Goldenen Horde und dem Khanat von Kasan. Mit der Eroberung des Khanats durch Iwan IV. 1552 kamen die Mari unter die Herrschaft Russlands, der sie sich bis ins 17. Jahrhundert hinein widersetzten. Am 4. Oktober 1920 entstand ein Autonomes Gebiet, mit der Verfassung von 1936 am 5. Dezember 1936 eine Autonome Sozialistische Sowjetrepublik der Mari (ASSR der Mari), die 1990 ihre Souveränität erklärte. Heute gibt es verschiedene nationalistische Organisationen der Mari, darunter die Partei Marij Uschem.

## Religion
Während andere von Iwan IV. unterworfene Völker vergleichsweise schnell von Nowgorod aus missioniert wurden, haben sich die Mari bis ins 19. Jahrhundert der Christianisierung widersetzt. Viele Angehörige der Mari, insbesondere viele Ost-Mari (Tschi-Mari, Reine Mari), pflegen bis heute eine traditionelle naturbezogene Religion, in der die Verehrung von Bäumen eine Rolle spielt, die allerdings auch christliche und islamische Einflüsse erfahren hat. In Mari El gibt es drei heidnische Gemeinschaften. Die meisten religiösen Mari gehören heute jedoch der Russisch-Orthodoxen Kirche an. Des Weiteren gibt es unter ihnen viele Protestanten verschiedener Denominationen.

## Bekannte Mari
- Andrei Eschpai (1925–2015), Komponist
- Jakow Andrejewitsch Eschpai (1890–1963), Komponist
- Jywan Kyrla (1909–1943), berühmtester Vertreter des Volkes der Mari, Schauspieler, Lyriker
- Nina Makarowa (1908–1976), Komponistin
- Tatjana Bagischewna Nikitina (* 1954), Mediävistin und Ethnologin
- Oleg Nikolajewitsch Taktarow (* 1967), Mixed-Martial-Arts-Kämpfer und Schauspieler